# Feth Riadhi de Mascara
 (décembre 2017).
Si vous disposez d'ouvrages ou d'articles de référence ou si vous connaissez des sites web de qualité traitant du thème abordé ici, merci de compléter l'article en donnant les références utiles à sa vérifiabilité et en les liant à la section « Notes et références ».
Pour les articles homonymes, voir FRM.
Maillots
Le Feth Riadhi de Mascara (en arabe : الفتح الرياضي معسكر), plus couramment abrégé en Feth de Mascara ou encore en FRM, est un club algérien de football fondé en 1962 et basé dans la ville de Mascara.
| \| Mascara \| Le club est basé à Mascara , dans la Wilaya de Mascara (a l'ouest de l'Algérie). |
| Mascara                                                                                        |

## Histoire
Le club de Sidi Ali M'hamed évolue à plusieurs reprises en troisième division, et atteint la deuxième division 1963-1964, mais sans jamais atteindre la Première division.
Actuellement, il évolue en Division d'Honneur de Mascara.

### 1962-1968: Début difficile
Après l’indépendance de l'Algérie, le FRM intègre le championnat national en Critérium Honneur 1962-1963 (D1),, le 7 octobre 1962 sous forme de sept groupes de dix clubs chacun. Le FRM commence dans le groupe V de l'Ouest avec des grandes clubs le GC Mascara, l'USM Bel Abbès  et le MC Saida,le FRM Ces Classé 4e et relégué en (D2).
- En Promotion-Honneur 1963-1964 (D2) [4] où le FRM est concurrent des grands clubs de l'Oranie comme l'USM Oran, WA Mostaganem et le Nadjah AC, le Feth fait classé 3e derrière l'USMO et NAC est relégué au (D3).

- L'équipe type FR Mascara de la saison 1963-1964: Mazouz , lekam 1 , lekam 2 , Diab Boudjellel, Sahraoui , Beldjillali , Boufrah , Bendjbour , Slimani , Fellah , Zeroumi [5].

- En Division 3, le club joue jusqu'en 1966. Il est ensuite de nouveau relégué en division 4 où il joue jusqu'en 1968.

### 1968-2010: Fusion entre le FRM et le GC Mascara
De 1968 à 2010, le FRM et le GC Mascara fusionnent pour former le GC Mascara (GCM). Leurs couleurs sont vert et blanc.

### Depuis 2010: Le FRM revient à son ancienne identité (refondation)
Après avoir passé 42 longues années avec le GC Mascara (GCM), le FRM revient à son nom d'origine, le Feth Riadhi de Mascara. Le club joue dans la dernière division (Division de Promotion d'Honneur) jusqu'à la saison 2014-2015  ou il accède en Division d'Honneur.

## Bilan Sportif

### Palmarès
| Compétitions nationales | Compétitions Régionales |
| --- | --- |
| - Championnat d'Algérie Crétirum d'Honneur Ouest - 4e : Groupe 5 1962-63. - Ligue 2 - 3e : Groupe Ouest 1963-64. - Coupe d'Algérie : - Sezièmes de finaliste : 1963-64. | DNA - - Vice-Champion 1964-65. Régional 1 - - Champion : Régional 2 - - Champion : DH Mascara - - Vice-Champion DH Mascara : 2016-17. |

### Statistiques
- 1er match officiel en Histoire du club : Critérium de libération D1: USM Bel-Abbès 2-1 FRM à Sidi-Bel-Abbès le  7 Octobre 1962 [1]

- 1er but en Critérium d'Honneur: (Nom du buteur) dans le match  USM Bel-Abbès  2-1 FRM au  Stade des 3 frères Amarouche/Sidi-Bel-Abbès le  7 Octobre 1962

- 1er but en Promotion d'Honneur D2 : FRM  -   WA Mostaganem, le  20 Septembre 1963  au Stade de Meflah Aoued /Mascara [7]

- 1er match officiel en Coupe d'Algérie : ES Mostaganem  3-1 FRM à Mostaganem le  21Octobre 1962

- 1er but en Coupe d'Algérie : (Nom du buteur) dans le match ES Mostaganem  3-1 FRM à Mostaganem le  21Octobre 1962

### Historique du club en Coupe d'Algérie
Dans l'histoire de la coupe d'Algérie, le FR Mascara obtient son meilleur résultat en atteignant deux fois des seizièmes de finale, en 1965-1966, contre MC Oran.
- le FRM a même battu des grande clubs dans la Coupe comme WA Tlemcen le 7 décembre 1963 par 2-1 dans le 32e de finale, CC Sig le 15 novembre 1964 par 2-0 dans le 64e de finale[8] et d'autres clubs comme l'IRB Sougueur le 14 novembre 1965 par 3-2 dans le 32e de finale[9].

## Parcours

### Classement en championnat par année
- 1962-63 : D1, Critérium d'Honneur Ouest groupe V, 4e
- 1963-64 : D2, PH Ouest, 3e
- 1964-65 : D3, PH Ouest groupe A, ?e
- 1965-66 : D3, PH Ouest groupe C, ?e
- 1966-2014 : fusionner avec GCM
- 2014-15 : D6, DH Mascara ?e
- 2015-16 : D6, DH Mascara ?e
- 2016-17 : D6, DH Mascara ?e
- 2017-18 : D6, DH Mascara ?e
- 2018-19 : D6, DH Mascara ?e
- 2019-20 : D6, DH Mascara groupe B, ?e
- 2020-21 : Saison Blanche
- 2021-22 : D6, DH Mascara groupe A, ?e
- 2022-23 : D6, DH Mascara, ?e
- 2023-24 : D6, DH Mascara, ?e
- 2024-25 : D6, DH Mascara, ?e

### Historique du club en Coupe d'Algérie
Dans l'histoire de la coupe d'Algérie, le FR Mascara obtient son meilleur résultat en atteignant deux fois des Seizièmes de finale, dant une fois en 1965-1966, contre MC Oran. 

#### Parcours de FR Mascara en coupe d'Algérie
| Saison  | Tour        | Matchs        | Résultats |
| ------- | ----------- | ------------- | --------- |
| 1962-63 | 1re TR      | ES Mostaganem | 3-1       |
| 1963-64 | 1/16 finale | SCM Oran      | 5-1       |
| 1964-65 | 1/32 finale | MC Saida      | 2-1       |
| 1965-66 | 1/16 finale | MC Oran       | 5-1       |

## Personnalités du club

### Anciens Présidents
- Debat Madani
- Benchenane Hamza
- Djiad Mahi

### Anciens entraîneurs
- Meflah Aoued
- Kirri Ahmed

## Anciens Joueurs
- Sid Ahmed Bensafir (GB) (Entraîneur, DJS Mascara, DJS Saida)
- Diab Boudjellel

## Identité du club

### Les différents noms du club
| Feth Riadhi de Mascara          |
| 1962-1966 - الفتح الرياضي معسكر |

| Fusion avec GC Mascara      |
| 1967-2014 - نادي غالي معسكر |

| Feth Riadhi de Mascara     |
| 2014 - الفتح الرياضي معسكر |